# UPF Barcelona School of Management
L'UPF Barcelona School of Management (UPF‑BSM) és una escola de formació de postgrau vinculada a la Universitat Pompeu Fabra (UPF). Amb seu a Barcelona, ofereix programes de màster, postgrau i formació contínua en àrees com administració, finances, comunicació, dret, tecnologia o economia de la salut.

## Història
L'escola va ser fundada el 1993 com l'Institut d'Educació Contínua (IDEC), sota l'auspici de la Universitat Pompeu Fabra, i el 2011 va adoptar el nom actual, UPF Barcelona School of Management.
La seu principal de la UPF-BSM es troba a l'Edifici Balmes de Barcelona, un edifici amb gairebé un segle d'història que ha acollit diverses institucions educatives i culturals com l'Escola Comercial Immaculada o el Fòrum Vergés. Des del 1990, ha estat la seu de la Universitat Pompeu Fabra i, des del 1997, és la seu de la UPF-BSM.

## Acreditacions i rànquings
L'escola compta amb diverses acreditacions internacionals en el camp de l'administració: EQUIS, AMBA, BGA i BSIS:
- EQUIS: Obtinguda el 2022 i concedida per la EFMD.[3]

- AMBA: Obtinguda el 2021 i renovada el 2024, atorgada per l'Association of MBAs.[4]

- BGA: Obtinguda el 2024, concedida per la BGA (Business Graduates Association).[5]

- BSIS: Segell obtingut el 2021 i renovat el 2024, atorgat per l'EFMD.[6]

## Campus
La UPF-BSM disposa de dues ubicacions a Barcelona: el Campus Balmes i el Campus Ciutadella.
El Campus Balmes està ubicat al centre de Barcelona, a l'Edifici Balmes. Aquest edifici va ser remodelat i condicionat per la Universitat Pompeu Fabra i actualment acull una gran part dels programes formatius de la UPF Barcelona School of Management. També ofereix espais a empreses, institucions i administracions públiques per a diferents esdeveniments com conferències, formacions i cursos, etc.
El Campus Ciutadella es troba al barri de la Vila Olímpica de Barcelona, al costat del zoo i del parc de la Ciutadella. La UPF-BSM comparteix espai amb la UPF en aquest campus, on s'imparteixen els Masters of Science i on també, hi ha diversos centres de recerca i innovació.

## Alumni destacats
- Neus Ballús i Montserrat: directora i guionista de cinema i productora audiovisual.
- Isaki Lacuesta: director de cinema, guionista i crític cinematogràfic.
- Víctor Zamora: metge i polític.